# Evald Aav
Evald Aav (Tallinn, 7 marzo 1900 – Tallinn, 21 marzo 1939) è stato un compositore estone.
Nato nel 1900 nell'allora impero russo, si è laureato in composizione con Artur Kapp presso il conservatorio di Tallinn. 
Ha composto Vikerlased nel 1928: si tratta della prima opera nazionale estone.